# Anir
Anir var en son till kung Artur som denne dödade och sedan begravde vid en källa som kallades för Licat Anir. Hans grav ändrar storlek hela tiden så att man inte kan få samma mått två gånger om man mäter den. Anirs öde står skrivet i en text från 800-talet och är inte längre ett levande inslag i legenden.